# Олег Газманов
Олег Михајлович Газманов (рус. Оле́г Миха́йлович Газма́нов; Гусев, 22. јул 1951) руски је певач поп музике.
У јулу 2014. године Газманову је забрањен улазак у Летонију због свог проруског става. Украјина га је 2015. године додала на листу личности које представљају претњу њиховој националној безбедности. У августу 2016. године Литванија је такође одбила његов улазак у Литванију на аеродрому у Виљнусу.
Наступао је на митингу поводом годишњице анексије Крима од стране Руске Федерације у Москви 2022. године.